# Максиміліан Кочур
Максимі́ліан Сте́фан Ян Ко́чур (пол. Maksymilian Stefan Jan Koczur; 26 грудня 1885, Явожно — 7 вересня 1963, Катовиці) — польський архітектор.

## Біографічні дані
Максиміліан Кочур народився в сім'ї Валентина (*1842) і Берти (*1848). Мав двох сестер — Цецилію (*1876, у шлюбі — Махай) і Ельжбету Пауліну (*1878, у шлюбі — Камінська). Навчався в середній школі у Кракові. 1912 року закінчив архітектурний відділ Львівської політехніки. 1922 року відкрив власне архітектурне бюро. Споруджував будинки у стилі неокласицизму, ар деко, функціоналізму. 1923 року став членом Політехнічного товариства у Львові.
1938 року відзначений Срібним Хрестом Заслуги. У 1939-му обраний у VII окрузі заступником члена міської ради від партії Табір народного об'єднання (Obóz Zjednoczenia Narodowego)..
Проживав у Львові, на вулиці Академічній, 3 (тепер проспект Шевченка). Проєктне бюро початково діяло на вулиці Київській, 17. 1936 року згадується на вулиці Валовій, 3 (третій поверх). У довіднику 1939 року значиться на вулиці Романовича, 6 (тепер вулиця Саксаганського).
Після Другої світової війни виїхав до Вроцлава. На будівельному факультеті місцевої політехніки викладав організацію будівництва.. 1953 року Максиміліан Кочур перебрався до Катовиць, де мешкав і працював до кінця життя. Був членом Спілки польських архітекторів (СПА). Спершу Львівського відділення — до 1939 року. Тоді — Вроцлавського відділення (1945—1953), був його головою (1947—1948) і членом правління (1952—1953). З 1953 року був членом Катовицького відділення. Був одружений з львів'янкою Зофією Кочур (1895—1979). Мав сина Адама (1921—2000) — теж архітектора. Помер 7 вересня 1963 року в Катовицях. Похований на Раковицькому цвинтарі у Кракові.

## Роботи
- Вілла І. Вайнфельда на вулиці Барвінських, 15 (1923—1924, співавтор Адам Опольський)[3].
- Керівництво спорудженням школи у Львові в місцевості Левандівка. Завершено 1924 року, проєкт Генрика Заремби[11].
- Бювет у Трускавці (1930-ті)[12].
- Гімназія і аграрна школа в Турці (1930-ті)[12].
- Комплекс житлових будинків для вчених і викладачів на вулиці Стрийській, 50—76. Споруджений у 1928—1930 роках. Співавтор М. Кольбушовський[2]. За даними львівського історика Юрія Бірюльова, ще одним співавтором був Міхал Риба[3].
- Перебудова класицистичного палацу Юзефа Мерніка на вулиці Пекарській, 13 у Львові. Перепланування для потреб крамниці, заміна інженерних комунікацій, надбудова четвертого поверху і аттика. У дворі влаштовано периметральну забудову у стилі функціоналізму з квартирами на другому поверсі і гаражами на першому. Проєкт 1930 року, доопрацьований у 1931 році[13].
- Керівництво спорудженням 80-квартирного житлового будинку працівників гміни Львова на нинішній вулиці Жовківській. Проєкт Тадеуша Врубеля і Леопольда Карасінського від 1931 року.[14]
- Комплекс типових двоповерхових вілл для службовців у Львові під назвою «Власна стріха» у т. зв. «садибному стилі», збудований у 1929—1931 роках, співавтор Владислав Клімчак (тепер вулиця Панаса Мирного).[3] За іншими даними, Кочур збудував лише сім вілл, а співавтором був М. Кольбушовський.[2]
- Спорудження за власним типовим проєктом 7-класних шкіл у Турці, Стрию, Сколе, Винниках, Левандівці і Сигнівці (не пізніше 1932).[2]
- Гробівець родини Дрекслерів на Личаківському цвинтарі, 1934 рік.[15]
- Керівництво спорудженням притулку для невиліковно хворих жінок на вулиці Донецькій у Львові. 1938 рік[16].
- Керівництво спорудженням костелу святого Вінсента де Поля у Львові від 1938 року. Проєкт Тадеуша Теодоровича-Тодоровського. Будівництво не завершено через початок війни[17].
- Комплекс вілл на Личакові у стилі функціоналізму, відомий як «Професорська колонія». Сучасні вулиці Вільде, Ніщинського, Міжгірна. 1930-ті роки, співавтори Леопольд Карасінський і Тадеуш Врубель.
- Вілла родини Гербертів у Брюховичах[18].
- Один двоповерховий і один триповерховий будинок Кооперативу Товариства вчителів середніх і вищих шкіл у Львові[2].

## Нагороди
- 1938 — Срібний Хрест Заслуги
- 1960 — Бронзова відзнака СПА[10]